# A-Endopsychosin
α-Endopsychosin (CAS-Nummer 99638-41-2) ist ein hypothetischer Antagonist der Bindungsstelle für Phencyclidin am NMDA-Rezeptor.

## Eigenschaften
α-Endopsychosin wurde erstmals in Extrakten von porcinen Gehirnen vermutet und kommt vermutlich auch endogen im Menschen vor. Es ist vermutlich ein Peptid. Es wurde vermutet, dass es wie auch β-Endopsychosin an den Sigma-Rezeptor bindet und an der Empfindung von Nahtoderfahrungen beteiligt ist.